# Gianni Rivera
Giovanni "Gianni" Rivera (Alessandria, 18 augustus 1943) is een Italiaans voormalig voetballer die van 1960 tot en met 1979 voor AC Milan speelde en er ook aanvoerder was vanaf 1966. Hij speelde als (aanvallende) middenvelder of schaduwspits. Rivera won met Milan drie landstitels, vier bekers en tweemaal de Europa Cup I. Ook won hij diverse individuele prijzen, zo werd hij in 1969 verkozen tot Europees voetballer van het jaar. In totaal speelde hij  501 competitiewedstrijden voor de club, waarin hij 124 tot scoren kwam. Daarnaast kwam hij 60 keer uit voor het Italiaans voetbalelftal, waarvoor hij veertien doelpunten maakte.
Rivera wordt gezien als een van de beste Italiaanse voetballers aller tijden én als een van de beste spelers van zijn generatie. Hij prijkt ook in de Hall of Fame van AC Milan. In 2004 werd hij door Pelé opgenomen in de FIFA 100, de lijst met de 125 beste nog levende voetballers.
Na zijn actieve carrière was Rivera een tijdlang vicevoorzitter van AC Milan, totdat Silvio Berlusconi de club kocht in 1986. Vervolgens ging hij de politiek in. Zo was hij in de jaren negentig een lid van het Europees Parlement. In 2013 werd hij aangesteld voor een technische functie bij de Italiaanse voetbalbond.

## Clubcarrière

### Beginjaren
Rivera speelde zijn hele jeugd bij Alessandria, waar hij in het seizoen 1958/59 doorstroomde naar het eerste elftal. Op 2 juni 1959 maakte een vijftienjarige Rivera zijn debuut in de Serie A voor Alessandria tegen Inter, tevens zijn enige optreden dat seizoen. Hij werd zo de derde jongste debutant in de geschiedenis van de competitie. Zijn eerste doelpunt maakte hij op 25 oktober 1959, tegen Sampdoria. Hij zou dat seizoen zes keer scoren in 25 wedstrijden.
In de zomer van 1960 maakte Rivera de overstap naar het grotere AC Milan. Zijn debuut maakte hij op 18 september 1960, tegen Alessandria nota bene, in een bekerwedstrijd die eindigde in een 3-5-overwinning voor Milan. Een week later maakte hij zijn competitiedebuut tegen Catania. Zijn eerste goal scoorde hij op 6 november; het winnende doelpunt in een 3-4-overwinning op Juventus. Milan zou dat seizoen op de tweede plaats eindigen.

### Europees succes en Ballon d'Or
Onder trainer Nereo Rocco speelde Rivera, die dan al het rugnummer 10 droeg, een sleutelrol als spelmaker. Rocco, die bekendheid verwierf dankzij zijn introductie van het catenaccio-systeem in het Italiaanse voetbal, liet zijn team draaien rond de creatieve middenvelder. Met succes, want Milan werd kampioen. Rivera liet tien doelpunten optekenen. Rond die tijd maakte hij ook zijn debuut voor het Italiaanse elftal. Dankzij de titel kwalificeerde Milan zich voor de Europacup I van het volgende seizoen, waarin het de eindwinst behaalde. In de finale was Rivera goed voor twee assists, waardoor Milan met 2-1 won van Benfica. Rivera eindigde dat seizoen op de tweede plaats in de stemming om de Ballon d'Or, achter Lev Jasjin, die als eerste en enige doelman de prijs won.
Na het behalen van de Europacup I in 1963 trok succescoach Rocco, waarmee Rivera een goede band had, naar Torino. In zijn afwezigheid won Milan, ondanks goede prestaties van Rivera, inmiddels aanvoerder, geen landstitels. Wel kon het in 1967 de Coppa Italia winnen. Rivera werd topschutter van dat toernooi met zeven goals.

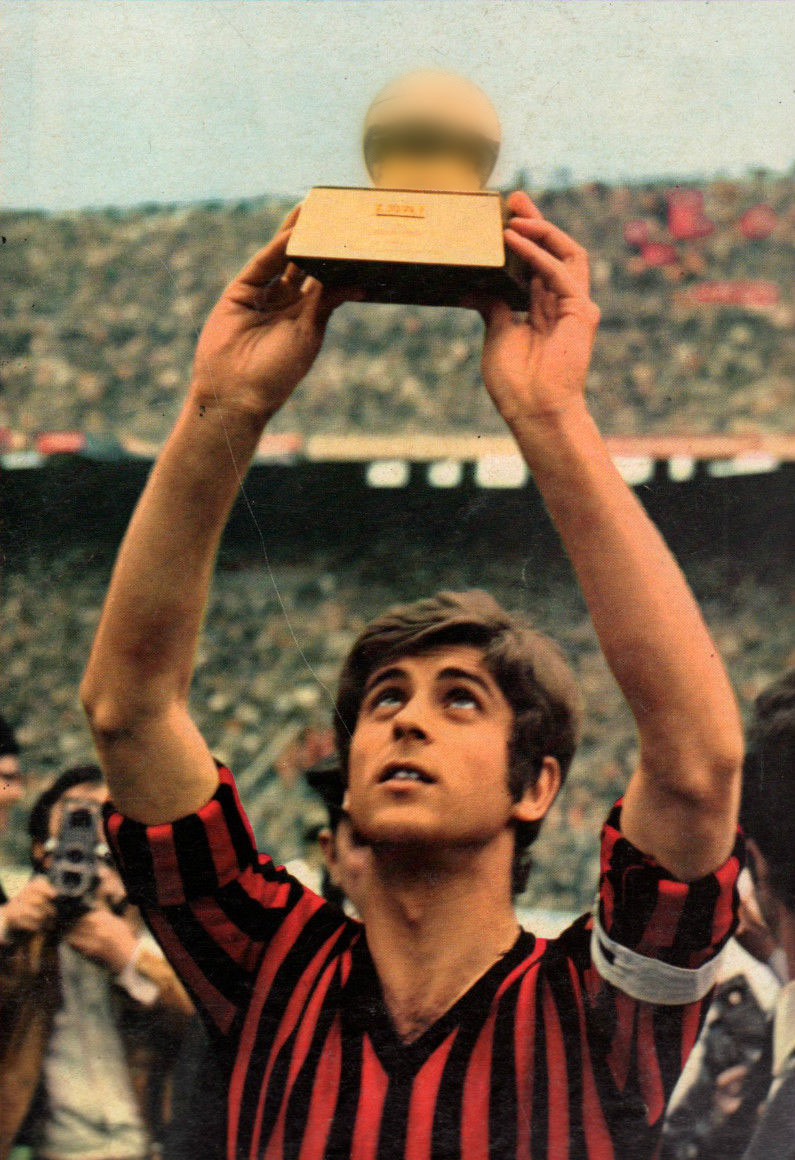
Rivera met de Ballon d'Or in 1969

In het seizoen 1967/68 werd Rocco opnieuw benoemd als trainer van Milan. Dat seizoen werd meteen de dubbel gewonnen: Milan pakte de landstitel én de Europacup II, ook bekend als Beker der Bekerwinnaars. In de finale werd Hamburger SV met 2-0 verslagen. Het daaropvolgende seizoen werd de Europacup I gewonnen, door het Ajax van de toen 22-jarige Johan Cruijff te kloppen met 4-1. Rivera speelde een bijzonder sterke partij en assisteerde twee van Prati's drie doelpunten. Dat jaar won Milan ook de Wereldbeker voor clubteams, tegen Estudiantes. Rivera's sterke prestaties werden beloond met de Ballon d'Or. Hij werd zo de tweede Italiaan die deze kon winnen, na Omar Sívori in 1961.

### Latere jaren
In 1971/72 miste Rivera een groot deel van het seizoen doordat hij voor negen speeldagen, een toenmalig record, geschorst was als gevolg van protesteren. De club presteerde in die tijd ook wat minder goed. In 1972 en 1973 won Milan wel telkens de Coppa Italia. Bovendien werd in 1973 ook de Europacup II binnengehaald: na een zwaarbevochten finale werd Leeds United met 1-0 geklopt. Ook in 1974 haalde Milan de finale, maar toen bleek Magdeburg te sterk. In de competitie was Rivera met zeventien doelpunen mede-topschutter met Giuseppe Savoldi en Paolino Pulici. Milan had een treble kunnen realiseren, ware het niet dat het op de laatste speeldag van de competitie verloor van Hellas Verona en zo de landstitel aan Juventus moest laten. In de Europese Supercup werd Milan, na in de heenwedstrijd met 1-0 te hebben gewonnen, door Ajax ingemaakt met liefst 6-0. Na dit seizoen trok trainer Rocco de deur bij AC Milan achter zich dicht, na er tien hoofdprijzen te hebben gepakt als trainer. Hij zou later wel terugkeren bij de club als technisch directeur.
In 1977 won Milan opnieuw de beker, na twee seizoenen eerder de finale te verliezen. Twee jaar later pakte Milan opnieuw de landstitel, de derde en laatste voor de 35-jarige Rivera. Zijn aandeel was beperkt tot één doelpunt in 13 wedstrijden. Op 13 mei 1979 speelde hij zijn laatste wedstrijd voor Milan, een 1-1-gelijkspel tegen Lazio. Hij klokte af 501 competitiewedstrijden voor AC Milan, waarin hij 122 tot scoren kwam. In totaal speelde hij 684 wedstrijden voor de club, waarmee hij enkel Paolo Maldini, Franco Baresi en Alessandro Costacurta voor zich moet dulden. Daarnaast scoorde hij 170 doelpunten; enkel Gunnar Nordahl en Andrij Sjevtsjenko scoorden vaker voor de club. AC Milan nam Rivera dan ook op in de Hall of Fame van de club.

## Interlandcarrière
Rivera maakte zijn internationaal debuut op 13 mei 1962, in een met 3-1 gewonnen wedstrijd tegen België. Hij was toen achttien jaar. Rivera werd ook geselecteerd voor het WK in Chili. Op 31 mei speelde hij tegen West-Duitsland, een wedstrijd die in 0-0 eindigde. Het was Rivera's enige optreden op het toernooi. Na een nederlaag tegen Chili (de beruchte "Slag van Santiago") en een overwinning tegen Zwitserland eindigde Italië op de derde plaats in de groep, wat de uitschakeling betekende.
Zijn eerste doelpunt maakte Rivera op 2 december 1962, in een 6-0-overwinning tegen Turkije. Diezelfde wedstrijd maakte hij ook zijn tweede interlandgoal, waarmee hij als jongste Italiaan ooit tweemaal scoorde in een interland.

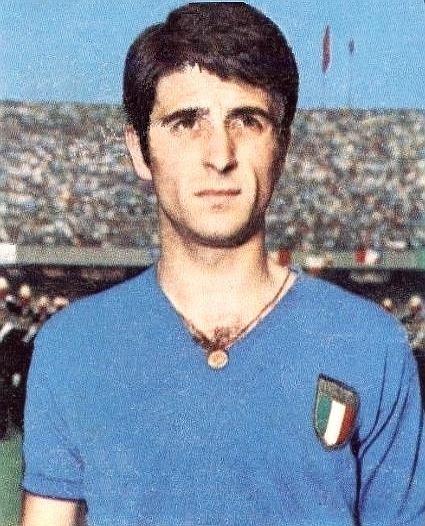
Rivera in het shirt van Italië.

In 1966 mocht Rivera mee naar het WK in Engeland. Italië werd ingedeeld in een groep met Chili, Noord-Korea en de Sovjet-Unie. Van Chili werd ditmaal, in tegenstelling tot vier jaar eerder, wel gewonnen. In de tweede groepswedstrijd was de Sovjet-Unie met 1-0 te sterk. Italië hoopte op zijn minst gelijk te spelen tegen Noord-Korea om zo de volgende ronde te bereiken. De Azzurri lieten zich echter verrassen: de Noord-Koreanen wonnen met 1-0 en mochten naar de volgende ronde samen met de Sovjet-Unie. Italië was opnieuw vroegtijdig uitgeschakeld. De vermaarde sportjournalist Gianni Brera, die Rivera de bijnaam l'Abatino ("de Kleine Abt") gaf, zag Rivera als de enige die echt zijn best deed.
In 1968 werd Rivera geselecteerd voor het EK in eigen land. In die tijd deden er telkens maar vier landen mee aan het toernooi, dus de eerste wedstrijd was meteen de halve finale. Hierin was de Sovjet-Unie tegenstander. De Italianen wilden revanche voor de nederlaag op het WK twee jaar eerder, wat ook lukte: nadat het 0-0 bleef, werd via toss beslist dat Italië naar de finale mocht. Door een blessure kon Rivera die wedstrijd echter niet spelen. Italië versloeg Joegoslavië met 2-0 en mocht zich Europees kampioen noemen.

### WK 1970
Rivera maakte deel uit van de Italiaanse selectie voor het WK in Mexico in 1970. Hij speelde echter niet in de eerste twee wedstrijden: een 1-0-zege tegen Zweden en een scoreloos gelijkspel tegen Uruguay. In de laatste groepswedstrijd, tegen Israël, maakte hij zijn eerste optreden van het toernooi als invaller. Deze wedstrijd eindigde ook op 0-0, waardoor Italië groepswinnaar werd met vijf punten en slechts één gescoord doelpunt. In de volgende ronde trof Italië Mexico. Ditmaal werd er wel veel gescoord: de Italianen wonnen met 4-1. Rivera scoorde zelf en deelde twee assists uit aan Luigi Riva, met wie hij een sterk aanvallend duo vormde doorheen het toernooi. In de halve finale moest Italië het opnemen tegen West-Duitsland, in wat later bekend zou staan als "de wedstrijd van de eeuw". Italië kwam vroeg op voorsprong en wist dit bijna de hele wedstrijd vast te houden, tot Karl-Heinz Schnellinger, in die tijd ploeggenoot van Rivera bij AC Milan, in de negentigste minuut gelijkmaakte en zo verlengingen afdwong. Hierin bracht Gerd Müller de Duitsers op voorsprong, maar op tien minuten tijd maakte Italië weer gelijk en pakte het zelfs de leiding via Riva. Met zijn tiende doelpunt van het toernooi, waarmee hij topschutter zou worden, tekende opnieuw Müller echter voor de 3-3. Amper een minuut later trapte Rivera Italië alsnog naar de overwinning. In de WK-finale was het Brazilië van Pelé de tegenstander. Deze opende zelf de score, maar Boninsegna maakte gelijk voor Italië. In de tweede helft werden de Italianen echter weggespeeld en na doelpunten van Gérson, Jairzinho en Carlos Alberto won Brazilië met 4-1. Ondanks zijn goede prestaties in de vorige wedstrijden begon Rivera in de finale op de bank, hij mocht pas laat invallen en slaagde er niet in het tij te keren.
Ook in 1974 mocht de intussen 31-jarige Rivera mee naar het WK. Hij scoorde zelf in de eerste groepswedstrijd tegen Haïti (3-1 winst) en stond in de basis toen Italië 1-1 gelijkspeelde tegen Argentinië. In de laatste groepswedstrijd was Polen met 2-1 te sterk. Door de nederlaag was Italië uitgeschakeld in de groepsfase, voor de derde keer op vier WK's. Rivera kwam die wedstrijd niet van de bank af, waardoor de wedstrijd tegen Argentinië zijn laatste interland was. In totaal kwam hij zestig keer uit voor het nationale elftal, waarin hij veertien keer scoorde.

## Erelijst
AC Milan
- Serie A: 1961/62, 1967/68, 1978/79
- Coppa Italia: 1966/67, 1971/72, 1972/73, 1976/77
- Europacup I: 1962/63, 1968/69
- Europacup II: 1967/68, 1972/73
- Wereldbeker voor clubteams: 1969

 Italië
- UEFA EK: 1968

Individueel
- Topscorer Coppa Italia: 1966/67, 1970/71
- Ballon d'Or: 1969
- FIFA XI: 1967
- Topscorer Serie A: 1972/73 (gedeeld met Giuseppe Savoldi en Paolino Pulici)
- IFFHS Italiaans Speler van de 20e Eeuw: 1999
- IFFHS Europees Speler van de 20e Eeuw (12e): 1999
- IFFHS Wereldspeler van de 20e Eeuw: (19e)
- AC Milan Speler van de 20e Eeuw: 1999
- Golden Foot "Football Legends": 2003
- FIFA 100
- UEFA Golden Jubilee Poll: #35
- AC Milan Hall of Fame
- UEFA President's Award: 2011
- Hall of Fame del calcio italiano: toegevoegd in 2013
- Walk of Fame dello sport italiano: toegevoegd in 2015